# ロレンツォ・マトッティ

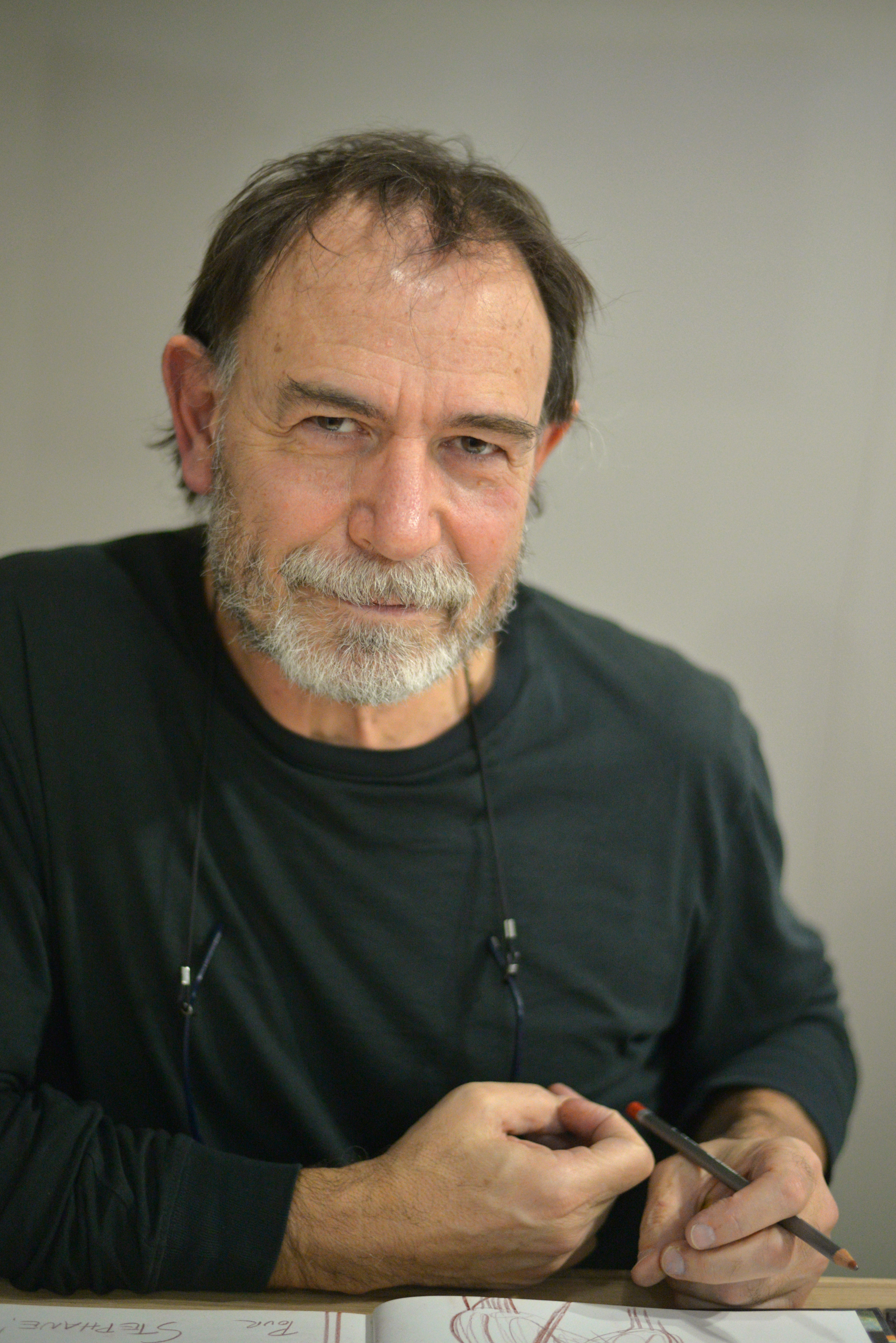
Lorenzo Mattotti, 2015.

ロレンツォ・マトッティ（Lorenzo Mattotti、1954年2月24日 - ）は、イタリア出身の漫画家、イラストレーター。彼のイラストレーションは「COSMOPOLITAN」や「ヴォーグ」、「ザ・ニューヨーカー」、「ル・モンド」などで見ることができる。漫画の分野では、グラフィックノベル版『ジキル博士とハイド氏』により2003年にアイズナー賞を受賞している。

## 経歴
マトッティはイタリアのロンバルディア州ブレシアに生まれた。若い頃彼は建築を学んでいたが、コースを修了しないまま漫画家となった。いくつかの古典的なスタイルのストーリーを発表した後、彼はもっと違う種類のストーリーを、もっと違ったスタイルで表現したいと思うようになった。
『Il Signor Spartaco』（1982年）は、このような考えの下で作られた彼の最初の作品である。電車の乗客が見る夢を題材にしたこの作品を、マトッティはそれまでのバンド・デシネの世界には見られなかったような形態と色彩を使って表現した。また物語に冒険の要素がまったくなく、登場人物の内的な世界を表現する作品内容も、それまでのバンド・デシネを根底から変えるものであった。
マトッティは主に画家やミュージシャン、作家や映画監督からインスパイアされている。彼にとっては、文章とイメージの結びつきは文章と音楽との結びつきと同じである。両者はお互いをより豊かにする。普通の漫画とは違い、マトッティの作品では絵が本文であり、文章の方が挿絵の役割をする。マトッティは、文章は複数の解釈に常に開かれていると考えている。
『Fires』（1986年）で、マトッティは漫画家としての地位を確立した。この作品は自然と文明化との衝突をテーマにしている。登場人物は装甲船の乗組員であり、彼らは未開の島に文明を築くためにやってくる。この作品でも夢と連想が重要な役割を果たす。『Fires』は明確なストーリーラインを持っているにもかかわらず、マトッティは明白で時系列的なストーリーを避ける。登場人物の社会的な束縛からの逸脱を描くことがストーリーよりも重要視される。
『Fires』以降マトッティは色彩の熟練者として評価を得ていた。そのためモノクロームで発表された『The Man at the Window』（1992年）は彼の読者を驚かせた。この作品は前妻のLilia Ambrosiとの共同制作であり、対人関係に困難を抱えた男が世界との繋がりを模索する様を描いた半自伝的な作品である。ここでもストーリーは重要でなく、解釈は読者に委ねられている。
『Caboto』は、コロンブスの生誕500周年を記念するスペイン政府からの依頼で描かれたもので、セバスチャン・カボットを題材にしている。ストーリーは詩的なトーンを帯びており、探検家の船に乗った人々の恐れと夢を描き、またインディアンを初めて見た時に感じたであろう印象を描き出している。16世紀のマニエリスムに触発され、マトッティはこの作品ではまた違ったスタイルを採用している。
『Stigmates』（1998年）は線画によるモノトーンの新しい作品であるが、『The Man In The Window』よりも暗く、さらに繊細になっている。この作品では、ある日自分の体にスティグマを発見したアルコール中毒者の悲劇的な生活を描いている。
漫画のほかにも、マトッティはイラストレーターとして名声を得ている。